# Phylactella pacifica
Phylactella pacifica är en mossdjursart som beskrevs av Charles Henry O'Donoghue 1923. Phylactella pacifica ingår i släktet Phylactella och familjen Smittinidae. Inga underarter finns listade i Catalogue of Life.